# Араґуаїнья (кратер)

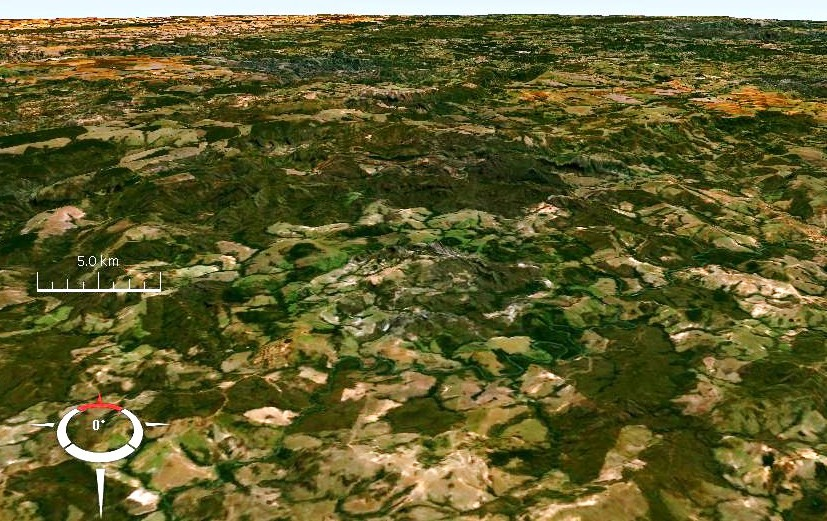
Похиле зображення кратера Араґуаїнья, накладене на цифрову модель рельєфу (NASA World Wind)

Кратер Араґуаїнья (купол Араґуаїнья) — метеоритний кратер діаметром 40 км у Бразилії, на межі штатів Мату-Гросу і Гояс, між селами Араґуаїнья і Понте-Бранка. Другий за величиною і, можливо, найстаріший відомий кратер у Південній Америці.
Кратер утворився 254,7 ± 2,5 мільйона років тому, поблизу межі пермського і тріасового періодів, коли ця місцевість була, ймовірно, мілким морем. Ця дата близька до дати пермсько-тріасового вимирання, одного з найбільших масових вимирань в історії Землі. Удар пробив палеозойські осадові породи, що належать до формацій басейну Парана, і розкрив ордовицькі гранітні породи фундаменту. Вважається, що кратер мав спочатку 24 км в ширину і 2,4 км в глибину, а потім розширився до 40 км, тому що його вал обвалився всередину.

## Опис
Араґуаїнья — це складний кратер з кільцевими і радіальними розломами. Він виходит на поверхню, сильно зруйнований ерозією і перетинається річкою Арагуая. Кратер має підняту еліптичну центральну зону, де на поверхню виходить граніт. Цю зону оточує кільцева область ударного граніту, перекритого брекчією. Її, в свою чергу, оточує 6,5-кілометрове кільце хребтів і горбів висотою до 150 м, що складаються зі складчастих і круто нахилених девонських пісковиків. Це центральний район кратера. Він оточений кільцевою депресією, на дні якої лежать породи із девонських і карбонових формацій пісковику. Зовнішній обід кратера складається із залишків напівкруглих грабенів у сильно деформованих пермсько-карбонових відкладеннях. Свідчення ударного походження включають конуси розтріскування, ударну брекчію і ударний кварц.

## Історія та дослідження
Перше повідомлення про структуру Араґуаїнья було опубліковане в 1969 році Норзфлітом і співавт., які інтерпретували її як підняття фанерозойських відкладень, викликане крейдовою інтрузією сієніту. Геологічна розвідка 1971 року (Сільвейра Фільо і Рібейро) відзначила залягання лави, брекчії і туфи навколо центрального ядра, і зробила висновок, що Араґуаїнья була криптовулканічною структурою. У 1973 році Роберт С. Даєтц і Б. М. Френч повідомили про знахідку ударної брекчії та ударного кварцу, і ідентифікували структуру як ударний кратер. Детальне дослідження кратера в 1981–1982 роках (Альваро Пентеадо Кроста) виявило додаткові петрологічні і мінералогічні свідчення удару. У 1981 році були опубліковані геоморфологічні ознаки цієї події (Theilen-Willige). У 1992 році ударна подія була вперше датована за допомогою Rb-Sr методу (Deutsch і співавт.), згідно з чим падіння метеорита сталося близько 243 ± 19 млн років тому. У 1992 році Енгельгардт та ін. опублікували детальне вивчення піднятого ядра і встановили дату близько 246 мільйонів років тому, але пізніше її переглянули (близько 244 мільйонів років тому). Магнітні вимірювання були проведені у 1994 році Фішером і Масеро.
Сучасна оцінка віку кратера — 254,7 ± 2,5 млн років, що перекривається з віком пермсько-тріасової межі. Є припущення, що деякий внесок у відповідне вимирання могло внести звільнення нафти та газу із багатих на них сланців, розповсюджених у цих місцях.

## Доступ і збереження
До купола Араґуаїнья можна добратися на машині з міста Гоянія або Куяба. Ґрунтова дорога MT-306 між Понте Бранка і Араґуаїнья перетинає центральне підняття. Місцевому населенню станом на 1999 рік нічого не було відомо про природу купола і його наукове значення.